# Хуан Естебаранс
Хуан Енріке Естебаранс Лопес (ісп. Juan Enrique Estebaranz López), відомий як Кіке Естебаранс (ісп. Quique Estebaranz, нар. 6 жовтня 1965, Мадрид) — іспанський футболіст, що грав на позиції нападника, зокрема за «Тенерифе» та «Севілью», а також за національну збірну Іспанії..
По завершенні ігрової кар'єри — тренер.

## Клубна кар'єра
Народився 6 жовтня 1965 року в Мадриді. Вихованець футбольної школи місцевого «Атлетіко».
У дорослому футболі дебютував 1984 року виступами за його другу команду «Атлетіко Мадрид Б», де протягом чотирьох сезонів взяв участь у 36 матчах чемпіонату. 
Не пробившись до головної команди «матрасників», протягом 1988—1989 років захищав кольори «Расінга» (Сантандер), після чого став гравцем  «Тенерифе». Відіграв за клуб із Санта-Крус-де-Тенерифе наступні чотири сезони своєї ігрової кар'єри. Більшість часу, проведеного у його складі, був основним гравцем атакувальної ланки команди.
Протягом 1993—1994 років захищав кольори «Барселони», де був лише гравцем ротації, проте зробив свій внесок у здобуття того сезону каталонцями перемоги у чемпіонаті Іспанії.
1994 року уклав контракт із «Севільєю», у складі якої провів наступні два роки своєї кар'єри гравця, а згодом з 1996 по 1999 рік грав у складі команд «Екстремадура» та «Оренсе».
Завершував ігрову кар'єру у команді «Хімнастіка Сеговіана», за яку виступав протягом 1999—2000 років.

## Виступи за збірну
1993 року дебютував в офіційних матчах у складі національної збірної Іспанії і провів того року у її формі 3 матчі.

## Кар'єра тренера
Розпочав тренерську кар'єру невдовзі по завершенні кар'єри гравця, 2001 року як тренер молодіжної команди мадридського «Атлетіко».
Згодом протягом частини 2005 року тренував «Леганес».
| Дата      | Місто    | Господарі | Результат | Гості   | Турнір            | Голи | Примітки |
| --------- | -------- | --------- | --------- | ------- | ----------------- | ---- | -------- |
| 2-6-1993  | Вільнюс  | Литва     | 0 – 2     | Іспанія | Відбір до ЧС 1994 | -    | 60'      |
| 8-9-1993  | Аліканте | Іспанія   | 2 – 0     | Чилі    | товариський матч  | -    | 46'      |
| 22-9-1993 | Тирана   | Албанія   | 1 – 5     | Іспанія | Відбір до ЧС 1994 | -    | 51'      |
| Усього    |          | Матчів    | 3         |         | Голів             | 0    |          |

## Титули і досягнення

### Командні
- Чемпіон Іспанії (1):

«Барселона»: 1993-1994

### Особисті
- Найкращий бомбардир Сегунди (1):

1988-1989 (23 голів)